# أيه جاي والتون
أيه جاي والتون (بالإنجليزية: A. J. Walton) مواليد 28 ديسمبر 1990 في ليتل روك، هو لاعب كرة سلة أمريكي. بدأ مسيرته الاحترافية في سنة 2013. يبلغ طوله 6 قدم 1 بوصة (1.9 م). لعب مع أسكو غدينيا ونادي كشالين لكرة السلة في الدوري البولندي لكرة السلة.

## روابط خارجية
- أيه جاي والتون على موقع كرة السلة الأوروبية.كوم (الإنجليزية)
- أيه جاي والتون على موقع كلية كرة السلة في سبورتس رفرنس.كوم (الإنجليزية)
- أيه جاي والتون على موقع ريلجم (الإنجليزية)